# A méhész (film, 2024)
A méhész (eredeti cím: The Beekeeper) 2024-es amerikai akcióthriller, melyet Kurt Wimmer forgatókönyvéből David Ayer rendezett. A főbb szerepekben Jason Statham, Emmy Raver-Lampman, Josh Hutcherson, Bobby Naderi, Minnie Driver, Phylicia Rashad és Jeremy Irons látható.
2024. január 12-én mutatta be az Amazon MGM Studios. Magyarországon január 11-én jelent meg a Fórum Hungary forgalmazásában. Általánosságban vegyes véleményeket kapott a kritikusoktól.

## Cselekmény
Eloise Parker nyugdíjas tanárnő, Massachusetts vidéki részén él. Barátságos viszonyt ápol Adam Clay-jel, a visszavonult életet élő méhésszel, aki a nő pajtájában dolgozik. Egy napon Eloise internetes adathalász-átverés áldozatává válik, elveszítve minden megtakarítását és az általa működtetett jótékonysági szervezet kétmillió dolláros bankbetétjét. Kétségbeesésében öngyilkosságot követ el. Holttestére Adam talál rá, Eloise FBI-ügynök lánya, Verona Parker letartóztatja a férfit. Miután tisztázza magát a vádak alól, Adam kapcsolatba lép egy Méhészek kódnévre hallgató titkos szervezettel és információt kér azokról, akik felelősek Eloise halálért. A szervezet segítségével Springfieldben talál rá a csalókra, akik egy Mickey Garnett nevű férfi vezette call centerben tevékenykednek.
Adam erőszakkal hatol be az épületbe, megtámadja Mickey embereit és felgyújtja a központot. Mickey főnöke, Derek Danforth arra utasítja alkalmazottját, hogy béreljen fel bérgyilkosokat Adam likvidálására. Ám a férfi a saját pajtájában végez a támadóival, majd levágja Mickey néhány ujját. Mickey elmenekül a helyszínről, és figyelmezteti Dereket a veszélyre, de Adam utánamegy és megöli. Telefonon közli Derekkel, ő lesz a következő áldozata. Derek ekkor kapcsolatba lép Wallace Westwylddel, a Danforth Enterprises biztonsági főnökével és a CIA korábbi igazgatójával. Felismerve, hogy Adam a Méhészek tagja volt, Wallace segítséget kér Janet Harwardtól, a CIA jelenlegi igazgatójától. Harward egy Anisette nevű ügynököt küld Adam likvidálására. Anisette rajtaüt Adamon egy benzinkútnál, ám a férfi közelharcban legyőzi őt, élve elégeti, majd felrobbantja az állomást. A Méhészek azonnal semlegességet hirdetnek.
Verona és társa, Matt Wiley úgy véli, Adam következő célpontja a Derek adathalász call centereit felügyelő bostoni Nine Star United Center. Wallace egy zsoldoscsapatot bíz meg az épület védelmével, Pettis vezetésével. Kihasználva a zsoldosok nézeteltérését az FBI-jal, illetve az épületben lévők késedelmes evakuálását, Adam ártalmatlanná tesz egy SWAT-csapatot. Megöli Pettist és embereit, majd kivallatja Rico Anzalone menedzsert. Wiley-t lefegyverezve Adamnek sikerül elmenekülnie.
A két FBI-ügynök megtudja, hogy Derek nem más, mint a jelenlegi amerikai elnök, Jessica Danforth fia. Figyelmeztetik Jackson Prigg helyettes FBI-igazgatót, hogy fia bűnei miatt az elnökasszony élete is veszélybe kerülhet. Wallace elküldi Dereket anyja tengerparti villájába, melyet zsoldosok védenek. Adamnek mégis sikerül bejutnia az épületbe és elvegyülnie a fogadáson. Amikor kiszúrják, ártalmatlanná teszi a titkosszolgálat embereit, eközben Derek bevallja anyjának és Priggnek: visszaélt Wallace CIA-algoritmusaival, így manipulálva Jessica választási győzelmét. Amikor Jessica megfenyegeti, hogy nyilvánosságra hozza tettét, Derek dühében lelövi Prigget, és Jessicával is végezni akar – ám Adam fejbe lövi őt és elmenekül, épp amikor Verona és Wiley a helyszínre érkezik. Verona üldözőbe veszi Adamet, és fegyvert szegez rá, de végül úgy dönt, elengedi. Adam hálásan biccent neki, ezután a tengerparton kiássa elrejtett búvárfelszerelését és eltűnik a hullámok között.

## Szereplők
| Szerep                   | Színész            | Magyar hang          |
| ------------------------ | ------------------ | -------------------- |
| Adam Clay                | Jason Statham      | Epres Attila         |
| Verona Parker FBI ügynök | Emmy Raver-Lampman | Nádasi Veronika      |
| Derek Danforth           | Josh Hutcherson    | Előd Álmos           |
| Wallace Westwyld         | Jeremy Irons       | Reviczky Gábor       |
| Danforth elnök           | Jemma Redgrave     |                      |
| Howard igazgató          | Minnie Driver      | Solecki Janka        |
| Eloise Parker            | Phylicia Rashad    | Zsolnai Júlia        |
| Matt Wiley ügynök        | Bobby Naderi       | Mészáros Béla        |
| Rico Anzalone            | Enzo Cilenti       | Fekete Zoltán        |
| Prigg igazgatóhelyettes  | Don Gilet          | Csík Csaba Krisztián |
| Mickey Garnett           | David Witts        | Szatory Dávid        |

### Magyar változat
- Főcím: Welker Gábor
- Magyar szöveg: Kis János
- Hangmérnök és vágó: Szabó Miklós
- Gyártásvezető: Boskó Andrea
- Szinkronrendező: Kosztola Tibor
- Produkciós vezető: Jávor Barbara

A szinkront a Dub 4 Studios készítette el.

## A film készítése
2021 augusztusában jelentették be, hogy Jason Statham szerepelni fog a Miramax egy filmjében, melyben producerként is közreműködik. David Ayer 2022 májusában lett a készülő projekt rendezője.
A forgatás 2022 szeptemberében kezdődött az Egyesült Királyságban. Októberben Statham Tyringhamben is forgatott jeleneteket. A filmfelvételi munkálatok decemberben fejeződtek be.

## Fordítás
- Ez a szócikk részben vagy egészben  a   The Beekeeper (2024 film) című angol Wikipédia-szócikk ezen változatának fordításán alapul.  Az eredeti cikk szerkesztőit annak laptörténete sorolja fel. Ez a jelzés csupán a megfogalmazás eredetét és a szerzői jogokat jelzi, nem szolgál a cikkben szereplő információk forrásmegjelöléseként.